# 關啟昌
關啟昌於1969年在英華書院中七畢業，隨後到新加坡大學進修會計。在新加坡工作了兩年後回港，並於隨後幾年到英國及澳洲考取會計師執照。他曾任美林證券亞太區行政總裁，現任馬禮遜有限公司主席、英華書院校董會主席及和記電訊國際有限公司及中華藥業有限公司獨立非執行董事。